# Індекс сухості
Індекс сухості — (за М. І. Будико) — відношення величини річного радіаційного балансу підстилаючої поверхні до суми тепла, необхідного для випаровування річної кількості опадів на цій площі. Якщо індекс сухості менше 0,45 — клімат характеризується як надмірно вологий, від 0,45 до 1,0 — вологий, від 1,0 до 3,0 — недостатньо вологий, більше 3,0 — сухий.